# Fabiana Anastácio
Fabiana Anastácio Nascimento, bekannt als Fabiana Anastácio, (* 23. Februar 1975 in Santo André, Bundesstaat São Paulo, Brasilien; † 4. Juni 2020 in São Paulo, Brasilien) war eine afrobrasilianische Gospelsängerin.
Sie entstammte einer religiösen Familie. Ihr Vater war Pastor. Schon mit vier Jahren sang sie bei den Gottesdiensten ihres Vaters im Chor mit, 2012 erfolgte die Veröffentlichung ihrer ersten CD, der drei weitere folgten.
Die Sängerin war mit einem Pastor, Rubens Nascimento, verheiratet und Mutter von drei Kindern.
Sie starb am 4. Juni 2020 im Alter von 45 Jahren an den Folgen einer COVID-19-Erkrankung.

## Diskographie
- Adorador 1, 2012
- Adorador 2, Alem da Canção, 2015
- Adorador 3, Alem das Circumstancias, 2017
- Deus E Contigo, 2020